# Victor J. Glover
Victor Jerome Glover (sinh ngày 30 tháng 4 năm 1976) là một phi hành gia của NASA vào năm 2013  và là Phi công trên chuyến bay hoạt động đầu tiên của Phi hành đoàn SpaceX Dragon tới Trạm Vũ trụ Quốc tế. Glover là một chỉ huy trong Hải quân Hoa Kỳ, nơi ông lái chiếc F/A-18, và tốt nghiệp Trường Phi công Thử nghiệm Không quân Hoa Kỳ.

## Giáo dục
Glover, lớn lên ở Pomona, California , tốt nghiệp trường Trung học Ontario (California) năm 1994, nơi anh vừa là tiền vệ vừa chạy về cho Jaguars và ngôi sao trong đội đấu vật. Anh được trao giải Vận động viên của năm 1994. Anh theo học tại Đại học California Polytechnic State ở San Luis Obispo, California theo học bổng Đấu vật  và nhận bằng Cử nhân Khoa học về Kỹ thuật Tổng hợp năm 1999. Glover là thành viên của hội huynh đệ Phi Beta Sigma.
Glover có ba bằng Thạc sĩ Khoa học:
- Thạc sĩ Khoa học về Kỹ thuật bay thử, Đại học Hàng không (Không quân Hoa Kỳ) (USAF TPS), Căn cứ Không quân Edwards, California, 2007.
- Thạc sĩ Khoa học về Kỹ thuật Hệ thống (PD ‐ 21), Trường Sau Đại học Hải quân, 2009.
- Thạc sĩ Khoa học và Nghệ thuật Hoạt động Quân sự, Đại học Hàng không (Không quân Hoa Kỳ), Montgomery, Alabama, 2010. [7]

Glover cũng đã hoàn thành Chứng chỉ Hệ thống Không gian của Trường Sau Đại học Hải quân trong khi triển khai, và Chứng chỉ Nghiên cứu Lập pháp tại Đại học Georgetown trong khi phục vụ với tư cách là Ủy viên Lập pháp.